# Och Gud skapade kvinnan...
Och Gud skapade kvinnan... är en fransk film från 1956 regisserad av Roger Vadim.

## Handling
Juliette är en vacker, frisinnad tonårsflicka med dåligt rykte, som bor i St. Tropez hos sina fosterföräldrar. Hon längtar efter kärlek och utforskar sin egen förmåga att väcka attraktion hos männen. Juliette blir förtjust i Antoine men han dumpar henne efter en natt. Hennes fosterföräldrar har tröttnat på hennes uppförande och hotar med att skicka tillbaka henne till barnhemmet. Den medelålders affärsmannen Eric, som också är intresserad av Juliette, försöker övertala Antoine att gifta sig med henne, så att hon kan stanna i St. Tropez. Antoine bara skrattar men hans yngre bror Michel, som är kär i Juliette, gifter sig istället med henne. Problem uppstår, då Juliette fortsätter att leva som hon vill och utmanar de gängse konventionerna i det lilla fiskarsamhället.

## Nyinspelning
En amerikansk nyinspelning gjordes 1987, med Rebecca De Mornay i huvudrollen. Även nyinspelningen regisserades av Vadim.

## Rollista (i urval)[2]
- Brigitte Bardot - Juliete Hardy
- Curd Jürgens - Eric Carradine
- Jean-Louis Trintignant - Michel Tardieu
- Jane Marken - Madame Morin
- Jean Tissier - M. Vigier-Lefranc
- Isabelle Corey - Lucienne
- Jacqueline Ventura - Mme Vigier-Lefranc
- Christian Marquand - Antoine Tardiu